# Pardosa uiensis
Pardosa uiensis este o specie de păianjeni din genul Pardosa, familia Lycosidae, descrisă de Esyunin, 1996. Conform Catalogue of Life specia Pardosa uiensis nu are subspecii cunoscute.